# Čáslav (hradiště)
Čáslav je pravěké sídliště a raně středověké hradiště na okraji Čáslavi v okrese Kutná Hora ve Středočeském kraji. Nachází se na návrší Hrádek mezi Podměstským rybníkem a soutokem Brslenky se Žákovským potokem. Archeologické pozůstatky sídliště jsou chráněny jako kulturní památka.

## Historie
Vyvýšenina na okraji města byla osídlena už v pravěku (eneolit, pozdní doba bronzová, doba halštatská), ale případné opevnění jednotlivých sídlišť nebylo doloženo. Nejstarší slovanské osídlení pochází v devátého až desátého století. Lokalita bývá tradičně, jen na základě jména Čáslav a blízkosti hradiště Malín, spojována se Slavníkovcem Čáslavem, který měl být jedním ze Slavníkových synů zabitých v roce 995 v Libici. V jedenáctém a dvanáctém století se hradiště stalo významným správním centrem přemyslovské hradské soustavy, kterým zůstalo až do vybudování vrcholně středověké Čáslavi.

## Stavební podoba
Podoba raně středověkého správního centra je nejasná. Na rozdíl od jiných soudobých lokalit je Hrádek velmi malý, postrádá předhradí a viditelné stopy po opevnění. Boční strany ostrožny, kterým poskytovaly ochranu strmé svahy, mohly být chráněny jen lehkým dřevěným opevněním. Předhradí se mohlo nacházet v prostoru pozdějšího města a přístupovou šíji mezi ním a akropolí mohla oddělovat hradba. Absence stop po opevnění bývá vysvětlována odtěžením prostoru při stavbě města a jeho opevnění ve druhé polovině třináctého století. Podle odhadů by muselo být odtěženo 60 000 až 108 000 metrů krychlových materiálu.
Součástí hradiště byl románský kostel Panny Marie se hřbitovem a v přilehlé aglomeraci stály další dva románské kostely.